# Natação no Campeonato Mundial de Esportes Aquáticos de 2011 - 50 m peito feminino
A prova dos 50 metros nado peito feminino da natação no Campeonato Mundial de Esportes Aquáticos de 2011 ocorreu nos dias 30 de julho e 31 de julho no Shanghai Oriental Sports Center  em Xangai.

## Recordes
Antes desta competição, os recordes mundiais e do campeonato nesta prova eram os seguintes:
| Tipo                  | Atleta          | Tempo | Local       | Data                |
| --------------------- | --------------- | ----- | ----------- | ------------------- |
|                       | Jessica Hardy   | 29.80 | Federal Way | 7 de agosto de 2009 |
| Recorde do campeonato | Yuliya Yefimova | 30.09 | Roma        | 2 de agosto de 2009 |

## Medalhistas
| Ouro                | Prata                 | Bronze             |
| Jessica Hardy (USA) | Yuliya Yefimova (RUS) | Rebecca Soni (USA) |

## Resultados

### Eliminatórias
38 nadadoras  de 33 nações participaram da prova. As 16 melhores competidoras se classificaram para as semifinais. 
| Pos. | Bateria | Raia | Nadadora           | Nacionalidade  | Tempo | Notas            |
| ---- | ------- | ---- | ------------------ | -------------- | ----- | ---------------- |
| 1    | 5       | 4    | Jessica Hardy      | Estados Unidos | 30.20 | Q                |
| 2    | 3       | 4    | Yuliya Yefimova    | Rússia         | 30.72 | Q                |
| 2    | 4       | 5    | Rebecca Soni       | Estados Unidos | 30.72 | Q                |
| 4    | 5       | 3    | Jennie Johansson   | Suécia         | 30.89 | Q,               |
| 5    | 5       | 5    | Leisel Jones       | Austrália      | 30.93 | Q                |
| 6    | 4       | 4    | Leiston Pickett    | Austrália      | 31.07 | Q                |
| 7    | 4       | 3    | Rebecca Ejdervik   | Suécia         | 31.19 | Q                |
| 8    | 3       | 3    | Kate Haywood       | Reino Unido    | 31.30 | Q                |
| 9    | 3       | 6    | Liu Xiaoyu         | China          | 31.32 | Q                |
| 10   | 4       | 6    | Moniek Nijhuis     | Países Baixos  | 31.40 | Q                |
| 10   | 5       | 6    | Zhao Jin           | China          | 31.40 | Q                |
| 12   | 5       | 7    | Petra Chocova      | Chéquia        | 31.41 | Q                |
| 13   | 5       | 8    | Sycerika McMahon   | Irlanda        | 31.49 | Q,               |
| 14   | 4       | 7    | Rikke Pedersen     | Dinamarca      | 31.65 | Q                |
| 15   | 3       | 8    | Suzaan van Biljon  | África do Sul  | 31.96 | Q                |
| 16   | 3       | 1    | Jane Trepp         | Estónia        | 32.00 | Q                |
| 17   | 5       | 1    | Erla Haraldsdottir | Islândia       | 32.10 |                  |
| 18   | 3       | 7    | Stephanie Spahn    | Suíça          | 32.14 |                  |
| 19   | 2       | 5    | Danielle Beaubrun  | Santa Lúcia    | 32.27 | Recorde nacional |
| 20   | 4       | 8    | Loh Christina      | Malásia        | 32.29 |                  |

| Ver o restante da classificação | Ver o restante da classificação | Ver o restante da classificação | Ver o restante da classificação | Ver o restante da classificação | Ver o restante da classificação | Ver o restante da classificação |
| Pos.                            | Bateria                         | Raia                            | Nadadora                        | Nacionalidade                   | Tempo                           | Notas                           |
| ------------------------------- | ------------------------------- | ------------------------------- | ------------------------------- | ------------------------------- | ------------------------------- | ------------------------------- |
| 21                              | 3                               | 2                               | Kim Dal-Eun                     | Coreia do Sul                   | 32.43                           |                                 |
| 22                              | 4                               | 1                               | Anastasia Christoforou          | Chipre                          | 32.69                           |                                 |
| 23                              | 2                               | 6                               | Ivana Ninkovic                  | Bósnia e Herzegovina            | 32.86                           |                                 |
| 24                              | 2                               | 3                               | Lei On Kei                      | Macau                           | 32.90                           |                                 |
| 25                              | 2                               | 4                               | Patricia Casellas               | Porto Rico                      | 33.62                           |                                 |
| 26                              | 2                               | 2                               | Jamila Lunkuse                  | Uganda                          | 36.65                           |                                 |
| 27                              | 2                               | 1                               | Mariana Henriques               | Angola                          | 37.23                           |                                 |
| 28                              | 2                               | 7                               | Oksana Hatamkhanova             | Azerbaijão                      | 37.94                           |                                 |
| 29                              | 1                               | 4                               | Antoinette Guedia Mouafo        | Camarões                        | 40.15                           |                                 |
| 30                              | 1                               | 5                               | Angelika Sita Ouedraogo         | Burquina Fasso                  | 40.93                           |                                 |
| 31                              | 2                               | 8                               | Dede Camara                     | Guiné                           | 44.44                           |                                 |
| 32                              | 1                               | 6                               | Vilayphone Vongphachanh         | Laos                            | 46.37                           |                                 |
| 33                              | 1                               | 2                               | Angele Gbenou                   | Benim                           | 46.90                           |                                 |
| 34                              | 1                               | 7                               | Nafissa Adamou                  | Níger                           | 51.24                           |                                 |
| –                               | 3                               | 5                               | Dorothea Brandt                 | Alemanha                        |                                 | DNS                             |
| –                               | 4                               | 2                               | Jillian Tyler                   | Canadá                          |                                 | DNS                             |
| –                               | 5                               | 2                               | Satomi Suzuki                   | Japão                           |                                 | DNS                             |
| –                               | 1                               | 3                               | Ingrid Outtara                  | Burquina Fasso                  |                                 | DSQ                             |

### Semifinal
Estes são os resultados das semifinais.

#### Semifinal 1
| Pos. | Raia | Nadadora         | Nacionalidade | Tempo | Notas |
| ---- | ---- | ---------------- | ------------- | ----- | ----- |
| 1    | 4    | Yuliya Yefimova  | Rússia        | 30.81 | Q     |
| 2    | 3    | Leiston Pickett  | Austrália     | 30.96 | Q     |
| 3    | 5    | Jennie Johansson | Suécia        | 31.16 | Q     |
| 4    | 2    | Moniek Nijhuis   | Países Baixos | 31.40 | Q     |
| 5    | 6    | Kate Haywood     | Reino Unido   | 31.43 |       |
| 6    | 7    | Petra Chocova    | Chéquia       | 31.75 |       |
| 7    | 1    | Rikke Pedersen   | Dinamarca     | 32.07 |       |
| 8    | 8    | Jane Trepp       | Estónia       | 32.33 |       |

#### Semifinal 2
| Pos. | Raia | Nadadora          | Nacionalidade  | Tempo | Notas |
| ---- | ---- | ----------------- | -------------- | ----- | ----- |
| 1    | 4    | Jessica Hardy     | Estados Unidos | 30.40 | Q     |
| 2    | 5    | Rebecca Soni      | Estados Unidos | 30.74 | Q     |
| 3    | 3    | Leisel Jones      | Austrália      | 31.14 | Q     |
| 4    | 6    | Rebecca Ejdervik  | Suécia         | 31.41 | Q     |
| 5    | 7    | Zhao Jin          | China          | 31.46 |       |
| 6    | 2    | Liu Xiaoyu        | China          | 31.50 |       |
| 7    | 1    | Sycerika McMahon  | Irlanda        | 31.83 |       |
| 8    | 8    | Suzaan van Biljon | África do Sul  | 31.97 |       |

### Final
Estes são os resultados da final.
| Pos.              | Raia | Nadadora         | Nacionalidade  | Tempo | Notas |
| ----------------- | ---- | ---------------- | -------------- | ----- | ----- |
| Medalha de ouro   | 4    | Jessica Hardy    | Estados Unidos | 30.19 |       |
| Medalha de prata  | 3    | Yuliya Yefimova  | Rússia         | 30.49 |       |
| Medalha de bronze | 5    | Rebecca Soni     | Estados Unidos | 30.58 |       |
| 4                 | 6    | Leiston Pickett  | Austrália      | 30.74 |       |
| 5                 | 7    | Jennie Johansson | Suécia         | 30.89 | =     |
| 6                 | 2    | Leisel Jones     | Austrália      | 31.01 |       |
| 7                 | 1    | Moniek Nijhuis   | Países Baixos  | 31.33 |       |
| 8                 | 8    | Rebecca Ejdervik | Suécia         | 31.45 |       |

Legenda
| Recorde mundial       | Recorde mundial (World record)               |                       | Recorde africano                      | Recorde africano (African) |                                           | Q | Classificado por posição (Qualified) |
| Recorde do campeonato | Recorde do campeonato (Championship record)  | Recorde da América    | Recorde da América (Americas)         | q                          | Classificado por melhor tempo (Qualified) |   |                                      |
| Melhor marca do ano   | Melhor marca do ano (World leading)          | Recorde asiático      | Recorde asiático (Asian)              | DNS                        | Não largou (Did not start)                |   |                                      |
| Recorde nacional      | Recorde nacional (National record)           | Recorde europeu       | Recorde europeu (European)            | DNF                        | Não terminou (Did not finish)             |   |                                      |
| Recorde pessoal       | Recorde pessoal do atleta (Personal best)    | Recorde da Oceania    | Recorde da Oceania (Oceania)          | DSQ / DQ                   | Desclassificado (Disqualified)            |   |                                      |
| Recorde da temporada  | Recorde da temporada do atleta (Season best) | Recorde sul-americano | Recorde sul-americano (South America) | NM                         | Sem marca (No mark)                       |   |                                      |